# ایالات برده‌دار و ایالات آزاد

ایالات برده‌دار و ایالات آزاد (انگلیسی: Slave states and free states) مربوط به ایالات متحده آمریکا است. در تاریخ ایالات متحده آمریکا، ایالت برده‌دار یک ایالت آمریکا بود که در آن عمل برده‌داری در آمریکا قانونی بود، و ایالت آزاد ایالتی بود که در آن برده داری ممنوع یا از نظر قانونی در حال برچیده شدن بود. از نظر تاریخی برده داری در همهٔ امپراتوری بریتانیا انجام می‌شد. تفکیک بین ایالات برده دار و آزاد از دورهٔ انقلاب آمریکا (۱۷۷۵–۱۷۸۳) شروع شد. برده داری موضوعی تفرقه‌برانگیز و دلیل اصلی جنگ داخلی آمریکا بود. متمم سیزدهم قانون اساسی ایالات متحده آمریکا، مصوب ۱۸۶۵ برده داری را در همهٔ آمریکا برچید و این تمایز پایان گرفت.

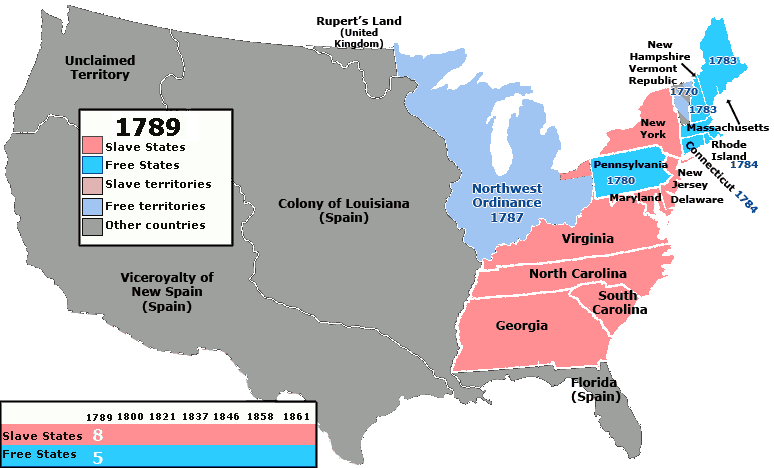

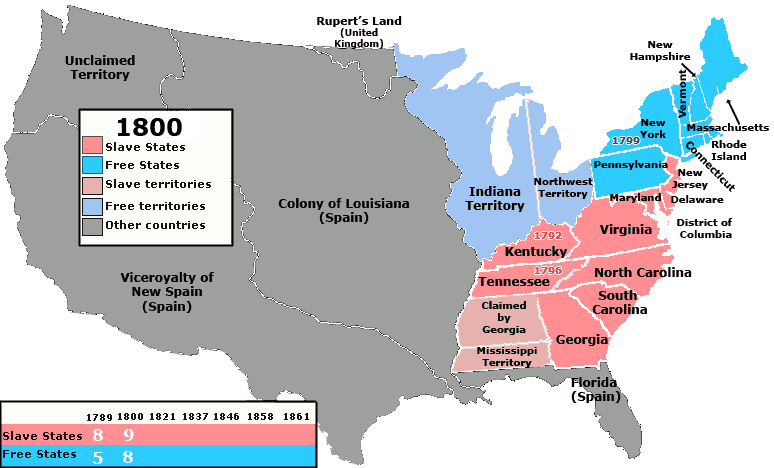